# Da Skate
Da-SKATE es una banda de punk oriunda de Mercedes, Provincia de Buenos Aires. Se formaron en el año 2003 y forman parte de la escena underground argentina. 
La banda fue fundada por Leandro Flores, Federico Flores y Ramiro López, integrándose en poco tiempo Eugenia Valle, siendo su formación nuclear hasta 2012. Actualmente está integrada por Leandro, Valle, Marcos Di Federico, Nicolás Malinowsky y Germán Pace.
Valle contó en una entrevista por Norberto Alfaroque gran parte de su influencia viene por la banda de hardcore Fun People, por su filosofía DIY y sus mensajes políticos (en torno al feminismo, LGBT, vegetarianismo, etc.) que profesaban en cada concierto, además de la energía que dicha banda emanaba en esos conciertos. Por ello, cuando Alfaro le pregunta "¿Qué características de Fun People hay en Da Skate?", Valle le contesta: "La autogestión, sobretodo" (p. 57).
Fuera de lo práctico, musicalmente hablando sus influencias principales son Pennywise, Good Riddance, Strike Anywhere y, sobre todo, Bad Religion. De esta última han realizado covers como The Hopeless Housewife, Skyscraper y Generator.

## Historia
Originalmente la banda estaba integrada por Leandro Flores (que por ese entonces integraba la banda Bor-Rasta) en bajo y voz, Federico Flores en guitarra y coros y Ramiro López en batería, donde solo fueron unos ensayos.
Las primeras fechas fueron hechas mediante esta formación, y unos meses más tarde, en abril del 2004, se integró a Eugenia Valle como bajista, y fue así que se modificó la banda hasta estos días. A pocos meses de formación, editaron un "EP" de manera independiente y artesanal, para llegar a donde la música en vivo no podía, recorriendo barrios y kilómetros de mano en mano.
En el año 2007 editaron su primer CD llamado "Bhopal", con 13 temas de la mano de Patea Records. Participaron de varios compilados extranjeros y nacionales.
Entre el año 2008 y 2010 junto a las bandas Mantente Libre y Consciente y Start Again crearon la gira Los Barrios Gritan Fuerte, la cual intentaba dejar el mensaje Hazlo tú Mismo. La misma recorrió muchos barrios y lugares más alejados como Mar del Plata, Paraná, Bahía Blanca.
En 2009 lanzaron su segundo disco llamado "Piacenza". El tema No estás solo fue dedicado a un joven ciego que los iba a ver siempre en vivo y decía que Da Skate lo ayudaba a salir adelante; en ese tema, hay una colaboración del vocalista Guillermo Mármol (Eterna Inocencia). En el tema Austerlitz hubo una colaboración por parte del vocalista Nicolás Malinowsky de Mantente Libre y Consciente, quién tocó la guitarra. En Resistiendo hasta el final Marcos Di Federico de MLC tocó el bajo.
En la presentación de NOFX en Argentina, Euge no pudo tocar por razones de salud, y en su lugar la suplió Marcos.
En diciembre de 2011 junto a Mantente Libre y Consciente giraron por Neuquén y Bariloche
Marcos Di Federico se unió como guitarrista rítmico a la banda en mayo del 2012.1 En junio del 2012, se anunció la salida del guitarrista Federico Flores debido a decisión propia, siendo reemplazado por Marcos.
En junio de 2012 editan el EP "Jauregui" el cual contiene 5 temas, este fue el último trabajo grabado por Federico Flores en guitarra.
En marzo de 2014 sale su cuarto larga duración llamado "Stalingrado", el mismo contiene 12 canciones y es el primero que graba Marcos en la guitarra. El mismo fue presentado en Uniclub con la capacidad colmada y filmado por Tsunami Estudio. Se puede ver en Youtube en el canal de la banda. Luego de la presentación tocaron a modo gira por los barrios y provincias Stalingrado por los Barrios.
En diciembre de 2014 llevaron la gira Los Barrios Gritan Fuerte junto a Mantente Libre y Consciente y Start Again a Chile donde hicieron dos fechas.
En diciembre de 2014 son invitados a tocar en el Teatro Flores con Cadena Perpetua. También compartieron escenario con Cadena Perpetua y Loquero en junio de 2015 en el Auditorio Sur. 
En diciembre de 2015 el baterista, Ramiro López, decide dejar la banda y en su reemplazo ingresa German Pace, baterista de Mantente Libre y Consciente debutando en febrero de 2016 en una "fiesta clandestina" en Groove colmado junto a Dos Minutos y Cadena Perpetua.
En el 2016 volvieron a compartir escenario con Cadena Perpetua en Circus. También fueron invitados por Mal Pasar a la presentación de su disco en Niceto.
En agosto de 2016 hicieron una mini gira por Córdoba y Santa Fe. En diciembre de 2017 entran a grabar su cuarto disco, de larga duración, el cual lleva de nombre "Diecisiete", el mismo salió a la venta el 12 de abril, fue editado por Vegan Records y fue presentado el 24 de junio en la Trastienda Samsumg. El 14 de julio de 2017 la banda anuncia, a través de sus redes sociales, la adición de Nicolás Malinowsky (MLC) como segundo guitarrista de la banda y la reedición de "Bhopal" en formato vinilo, con un show lanzamiento en The Roxy.
A finales de 2020 saldría "La teoría de los septenios", basado en la visión filosófica de Rudolf Steiner. En 2023 lanzaron “Nefertiti”, un disco influenciado por el antiguo Egipto, con el que tratan de volver a las raíces de la banda.

## Miembros

### Miembros actuales
- Leandro Flores – voces (2003–presente), bajo (2003–2004)
- Eugenia Valle – bajo (2004–presente)
- Marcos Di Federico – guitarras, coros (2012–presente)
- German Pace – batería (2015–presente)
- Nicolás Malinowsky – guitarras, coros (2017–presente)

### Exmiembros
- Federico Flores – guitarras, coros (2003–2012)
- Ramiro López – batería (2003–2015)

## Discografía

### Álbumes de estudio
- Bhopal (Patea Records, 2007, (RE) Vegan Records 2017)
- Piacenza (Patea Records, 2009)
- Stalingrado (autolanzamiento, 2014)
- Diecisiete (Vegan Records, 2017)
- La teoría de los septenios (2020)
- Nefertiti (2023)

### EP
- Da Skate (autolanzamiento, 2004)
- Temas en vivo (autolanzamiento, 2006)
- Jauregui (1653 Records, 2012)
- La Rueda De Los Temperamentos (2019)

### Apariciones en compilatorios
- Compilado Internacional (Willy Cejas Records, 2009)[3]

## Videografía
En el año 2007 el amigo de la banda, Eugenio Caracoche (Chichamaria producciones), les propuso hacer el video de uno de sus temas, el cual los chicos eligieron el tema Nuestra fuerza como un huracán, el cual fue grabado entre amigos en la ciudad de Mercedes y aledaños.
- Nuestra fuerza como un huracán (2007)[4]
- GF (2015)
- Un Segundo para los Dos (2017)
- La Prueba de Charpy (2017)
- Elina (2018)

## Sitios Web
- Purevolume Oficial
- MySpace Oficial